# Канцонери, Тони
Тони Канцонери (англ. Tony Canzoneri; 6 ноября 1908, Слайделл, США — 9 декабря 1959, Нью-Йорк, США) — американский боксёр-профессионал. Чемпион мира в полулёгкой, лёгкой и первой полусредней весовых категориях.
В 1934 году признан «Боксёром года» по версии журнала «Ринг» (вместе с Барни Россом).

## Профессиональная карьера
Дебютировал на профессиональном ринге 24 июля 1925 года, одержав победу нокаутом в первом же раунде.

### Чемпионский бой сБадом Тейлором
26 марта 1927 года встретился с Бадом Тейлором в бою за вакантный титул чемпиона мира NBA в легчайшем весе. Поединок завершился вничью.

### Второй бой сБадом Тейлором
Второй бой между Канцонери и Тейлором состоялся 24 июня 1927 года. На кону снова был вакантный титул чемпиона мира NBA в легчайшем весе. Тейлор был объявлен победителем.

### Чемпионский бой сДжонни Данди
24 октября 1927 года провёл бой за вакантный титул чемпиона мира NYSAC в полулёгком весе против Джонни Данди. Канцонери победил по очкам и завоевал свой первый чемпионский титул.

### Третий бой сБадом Тейлором
30 декабря 1927 года провёл третий поединок против Тейлора. Одержал победу по очкам.

### Объединительный бой сБенни Бассом
10 февраля 1928 года Канцонери встретился с чемпионом мира NBA в полулёгком весе Бенни Бассом. Канцонери одержал победу и объединил титулы.

### Первый бой сАндре Рутисом
28 сентября 1928 года проводил защиту своих титулов в полулёгком весе в бою против француза Андре Рутиса. Проиграл.
14 декабря 1928 года встретился с Элом Сингером. Поединок завершился вничью.

### Второй бой сАндре Рутисом
10 мая 1929 года победил Андре Рутисом и отомстил за поражение в их первой встрече.

### Чемпионский бой сСэмми Манделлом
Канцонери поднялся в лёгкую весовую категорию.
2 августа 1929 года встретился с чемпионом мира в лёгком весе Сэмми Манделлом. Бой продлился все 10 раундов. Действующий чемпион одержал победу раздельным решением судей.
17 января 1930 года проиграл по очкам Джеку Киду Бёргу.
21 июля 1930 года во второй раз встретился с Бенни Бассом. Выиграл по очкам.

### Чемпионский бой сЭлом Сингером
14 ноября 1930 года встретился с чемпионом мира в лёгком весе Элом Сингером. Канцонери нокаутировал своего соперника в первом же раунде. Таким образом, Тони завоевал титул во второй весовой категории.

### Объединительный бой сДжеком Кидом Бёргом
24 апреля 1931 года состоялся объединительный поединок между чемпионом мира в лёгком весе Тони Канцонери и чемпионом мира в первом полусреднем весе Джеком Кидом Бёргом. Канцонери нокаутировал Бёрга в 3-м раунде и завоевал титул в третьей для себя весовой категории.

### Защиты титулов
13 июля 1931 года победил по очкам Сесила Пэйна.
10 сентября 1931 года в третий раз встретился с Джеком Кидом Бёргом. Победил по очкам.
20 ноября 1931 года победил раздельным решением кубинца Кида Чоколата.

### Потеря титула в 1-м полусреднем весе
18 января 1932 года проиграл по очкам (единогласным решением) Джонни Джадику и потерял титул чемпиона в первом полусреднем весе. При этом Канцонери сохранил титул в лёгком весе.

### Второй бой сДжонни Джадиком
18 июля 1932 года Канцонери попытался вернуть титул чемпиона в 1-м полусреднем весе в матче-реванше с Джадиком. Уступил раздельным решением судей.
4 ноября 1932 года одержал победу над Билли Петролле.
20 апреля 1933 года потерпел поражение от Уэсли Рами. Титулы на кону не стояли, так как Рами превысил лимит весовой категории.

### Возвращение титула в 1-м полусреднем весе
21 мая 1933 года победил по очкам чемпиона мира в 1-м полусреднем весе Баттлинга Шоу.

### Первый бой сБарни Россом
23 июня 1933 года Канцонери проводил защиту титулов чемпиона мира в лёгкой и первой полусредней весовых категориях в бою против Барни Росса. Поединок продлился все 10 раундов. Росс одержал победу по очкам и стал новым чемпионом мира сразу в двух весовых категориях.

### Второй бой сБарни Россом
12 сентября 1933 года Канцонери и Росс встретились во второй раз. Бой снова прошёл всю дистанцию, которая составляла 15 раундов. Росс победил раздельным решением судей и защитил свои титулы.
24 ноября 1933 года во второй раз встретился с кубинцем Кидом Чоколатом. Победил нокаутом во 2-м раунде.
13 марта 1934 года победил по очкам мексиканца Бэби Арисменди.

### Чемпионский бой сЛу Амберсом
10 мая 1935 года встретился с Лу Амберсом. На кону стоял вакантный титул чемпиона мира в лёгком весе. Канцонери победил по очкам и завоевал титул.
9 апреля 1936 года в третий раз встретился с Джонни Джадиком. Уверенно победил по очкам.
8 мая 1936 года победил по очкам бывшего чемпиона мира в полусреднем весе Джимми Макларнина.

### Второй бой сЛу Амберсом
3 сентября 1936 года провёл второй бой против Амберса. Проиграл по очкам и потерял титул в лёгком весе.
5 октября 1936 года во второй раз встретился с Джимми Макларнином. Проиграл по очкам.

### Третий бой сЛу Амберсом
7 мая 1937 года в третий раз встретился с Амберсом. На кону был титул чемпиона мира в лёгком весе, принадлежавший Амберсу. Канцонери уступил по очкам с крупным счётом.

## Признание
- В 1956 году включён в Боксёрский зал славы журнала «Ринг».
- В 1981 году включён во Всемирный зал боксёрской славы.
- В 1990 году был включён в Международный зал боксёрской славы.
- В 2001 году журнал «Ринг» поставил Канцонери на 8-е место в списке Величайших боксёров в истории лёгкого веса.